# Andreas Hajek
Andreas Hajek (n. 16 aprilie 1968, Weißenfels, Republica Democrată Germană, Germania) este un canotor ce a reprezentat Germania, medaliat olimpic. A participat la 3 ediții ale Jocurilor Olimpice (1992, 1996, 2000) în care a câștigat două medalii de aur.